# Mięsień tarczowo-gnykowy

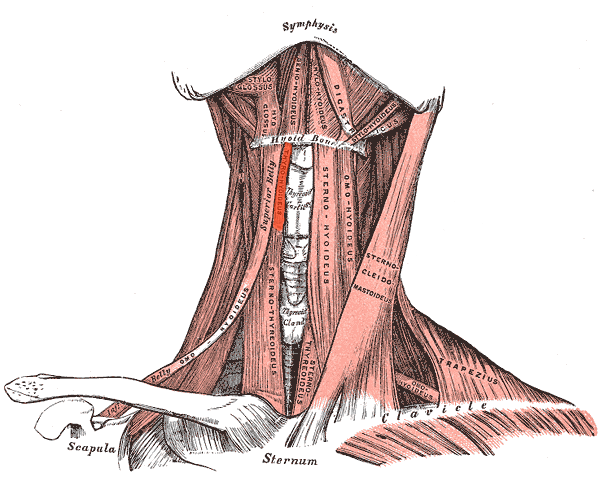
Mięsień tarczowo-gnykowy zaznaczony na czerwono

Mięsień tarczowo-gnykowy (łac. musculus thyrohyoideus) – w anatomii człowieka bardzo cienki, płaski, czworoboczny mięsień szyi, zaliczany do grupy mięśni podgnykowych. Rozpięty jest między kresą skośną chrząstki tarczowatej a kością gnykową (przyczepia się bardziej z boku niż mięśnie: mostkowo-gnykowy i łopatkowo-gnykowy).
Unaczyniony jest od tętnic tarczowych: dolnej i górnej, a unerwiony poprzez pętlę szyjną i nerw podjęzykowy.
W zależności od napięcia innych mięśni albo unosi chrząstkę tarczowatą krtani, albo obniża kość gnykową.